# 宗森信
宗森 信（むねもり まこと、1923年〈大正12年〉7月27日 - 1995年〈平成7年〉7月13日）は、アメリカ合衆国ネバダ州リノ市出身の環境学者。生後まもなくして、両親の地元である岡山県真庭市久世町へ移住。大阪府立大学（現：大阪公立大学）工学部名誉教授。日本初の『環境』を冠とした研究室を開設したことで知られている。

## 経歴

### 生い立ち
1923年（大正12年）、アメリカ合衆国ネバダ州リノ市で岡山県真庭郡久世町出身の両親の元に出生する。その後、1924年、宗森が小さいときに、アメリカではアジアからの移民を排除する法律（Johnson-Reed移民法、通称：排日移民法）が施行、黄色人種差別が起こり、多くの日系人が帰郷する。宗森も両親の故郷である岡山県久世町（現：真庭市）へ渡日する。
この後、地元に近い旧制岡山県立高梁中学（現：岡山県立高梁高等学校）へ進学し、同期には日本書芸院最高顧問であり内閣総理大臣賞を受賞する高木聖鶴がいた。1941年（昭和16年）に同校を卒業し、岡山市にある旧制第六高等学校へ進学する。1944年（昭和19年）に同校を卒業し、同年、東北帝国大学理学部化学科へ進学する。しかし、日本の第二次世界大戦終戦期に重なり、日本国内混乱の最中、繰り上げて1946年（昭和21年）3年次途中で東北大を卒業となる。

### 環境化学研究者として
卒業後、直ちに東北大学理学部の副手となり、1951年（昭和26年）に同大学第二教養部助手となる。翌年の1952年、大阪府にある浪速大学（後の大阪府立大学）工学部の助手となり、1955年（昭和30年）には、31歳で大阪府立大学工学部助教授となった。1964年（昭和39年）には、1年間、フランスで有名なパリ工業物理化学大学院大学へ留学し、環境工学を学ぶ。帰国後の1971年（昭和46年）、47歳で大阪府立大学の教授となる。
大阪府立大学では、この当時日本で、戦後の急激な復興と共に問題となりつつあった環境問題に対処すべく、全国に先駆けて工学部内に工学部共通講座として環境化学研究室が開設した。この、環境化学研究室の初代教授として、環境工学に精通していた宗森が就任する。この日本で初めて『環境』と名の付いた研究所の発足は、日本政府の環境庁（現：環境省）の発足よりも先であり、全国で初めて“環境”を冠とした同大学の3つの研究室である環境化学研究室、環境工学研究室、環境調節工学研究室の一つであった。その後、全国でこの環境をまねた省庁や公的機関、大学学部等が相次いで発足する。
宗森は、環境化学や分析化学の研究において、いくつもの功績を挙げ、その内、有名なものとしては、大気汚染の元になる二酸化窒素の分析法や廃水の処理法で業績がある。これらは、その後の日本政府の厳しい環境規制を行う上での重要な研究成果となった。そのため、環境化学分野で宗森は全国的な権威となり、社団法人日本分析化学会副会長などを務め、大阪の関西国際空港の開港に伴う大気汚染の分析にも携わった。1986年（昭和61年）、63歳の時に大気汚染研究協会賞受賞した。また、宗森のこれまでの功績を鑑み、大阪府立大学から名誉教授を授与される。
1995年（平成7年）71歳のとき、持病が悪化し自宅のある奈良県奈良市の病院へ入院する。そのまま、同年7月13日に多臓器不全でこの世を去った。享年71歳。